# T.C. Ziraat Bankası Spor Kulübü 2022-2023
Questa voce raccoglie le informazioni riguardanti il T.C. Ziraat Bankası Spor Kulübü nelle competizioni ufficiali della stagione 2022-2023.

## Stagione
Il T.C. Ziraat Bankası Spor Kulübü disputa la stagione 2022-23 con la denominazione sponsorizzata Ziraat Bankkart.
Partecipa al suo trentatreesimo campionato di Efeler Ligi, classificandosi al secondo posto in regular season: ai play-off scudetto, conquista il suo terzo titolo nazionale consecutivo, sconfiggendo in finale l'Halkbank. Nelle altre competizioni domestiche ottiene invece il suo terzo trionfo in Supercoppa turca, superando l'Arkas, mentre in Coppa di Turchia termina la propria corsa in semifinale, estromesso dal torneo dal Fenerbahçe.
In ambito internazionale è di scena in Champions League, dove si spinge fino ai play-off: a causa del terremoto in Turchia, la qualificazione al turno successivo viene decisa nella sola gara di ritorno dispututa in Germania, nella quale viene estromesso dal torneo dallo Charlottenburg.

## Organigramma societario
Area direttiva
- Presidente: Alpaslan Çakar

Area tecnica
- Allenatore: Mustafa Kavaz
- Allenatore in seconda: Ersin Soysal
- Assistente allenatore: Hakan Çolpan
- Scoutman: Mehmet Tuğyanoğlu

## Rosa
| N° | Nome              | Ruolo | Data di nascita   | Nazionalità sportiva |
| -- | ----------------- | ----- | ----------------- | -------------------- |
| 1  | Martin Atanasov   | S     | 27 settembre 1996 | Bulgaria             |
| 2  | Wouter ter Maat   | O     | 7 maggio 1991     | Paesi Bassi          |
| 5  | Osmany Juantorena | S     | 12 agosto 1985    | Italia               |
| 7  | Bedirhan Bülbül   | C     | 29 luglio 1999    | Turchia              |
| 8  | Halil Yücel       | S     | 24 novembre 1989  | Turchia              |
| 9  | Murat Tokgöz      | L     | 29 febbraio 1984  | Turchia              |
| 10 | Arslan Ekşi       | P     | 17 luglio 1985    | Turchia              |
| 11 | Ediz Fırıncıoğlu  | O     | 20 settembre 1993 | Turchia              |
| 12 | Bennie Tuinstra   | S     | 13 settembre 2000 | Paesi Bassi          |
| 13 | Burakhan Tosun    | C     | 17 gennaio 1998   | Turchia              |
| 14 | Faik Güneş        | C     | 27 maggio 1993    | Turchia              |
| 18 | Hacı Şahin        | C     | 1º gennaio 2000   | Turchia              |
| 19 | Berkay Bayraktar  | L     | 3 luglio 1997     | Turchia              |
| 20 | Aykut Gedik       | S     | 5 agosto 2003     | Turchia              |
| 28 | Oğulcan Yatgın    | P     | 28 aprile 1997    | Turchia              |

## Statistiche

### Statistiche di squadra
| Competizione     | Punti | In casa | In casa | In casa | In trasferta | In trasferta | In trasferta | Totale | Totale | Totale |
| Competizione     | Punti | G       | V       | P       | G            | V            | P            | G      | V      | P      |
| ---------------- | ----- | ------- | ------- | ------- | ------------ | ------------ | ------------ | ------ | ------ | ------ |
| Efeler Ligi      | 63    | 17      | 14      | 3       | 16           | 13           | 3            | 33     | 27     | 6      |
| Coppa di Turchia | -     | 1       | 1       | 0       | 0            | 0            | 0            | 2      | 1      | 1      |
| Supercoppa turca | -     | -       | -       | -       | -            | -            | -            | 1      | 1      | 0      |
| Champions League | 7     | 3       | 2       | 1       | 4            | 1            | 3            | 7      | 3      | 4      |
| Totale           | -     | 21      | 17      | 4       | 20           | 14           | 6            | 43     | 32     | 11     |

G = partite giocate; V = partite vinte; P = partite perse

### Statistiche dei giocatori
| Giocatore      | Campionato | Campionato | Campionato | Campionato | Campionato | Coppa di Turchia | Coppa di Turchia | Coppa di Turchia | Coppa di Turchia | Coppa di Turchia | Supercoppa turca | Supercoppa turca | Supercoppa turca | Supercoppa turca | Supercoppa turca | Champions League | Champions League | Champions League | Champions League | Champions League | Totale | Totale | Totale | Totale | Totale |
| Giocatore      | P          | PT         | AV         | MV         | BV         | P                | PT               | AV               | MV               | BV               | P                | PT               | AV               | MV               | BV               | P                | PT               | AV               | MV               | BV               | P      | PT     | AV     | MV     | BV     |
| -------------- | ---------- | ---------- | ---------- | ---------- | ---------- | ---------------- | ---------------- | ---------------- | ---------------- | ---------------- | ---------------- | ---------------- | ---------------- | ---------------- | ---------------- | ---------------- | ---------------- | ---------------- | ---------------- | ---------------- | ------ | ------ | ------ | ------ | ------ |
| M. Atanasov    | 31         | 386        | 312        | 51         | 23         | 1                | 15               | 11               | 3                | 1                | 1                | 7                | 5                | 1                | 1                | 7                | 92               | 70               | 16               | 6                | 40     | 500    | 398    | 71     | 31     |
| B. Bayraktar   | 31         | 0          | 0          | 0          | 0          | 2                | 0                | 0                | 0                | 0                | 1                | 0                | 0                | 0                | 0                | 7                | 0                | 0                | 0                | 0                | 41     | 0      | 0      | 0      | 0      |
| B. Bülbül      | 33         | 270        | 164        | 71         | 35         | 2                | 23               | 15               | 6                | 2                | 1                | 11               | 8                | 3                | 0                | 7                | 56               | 32               | 15               | 9                | 43     | 360    | 219    | 95     | 46     |
| A. Ekşi        | 30         | 45         | 20         | 8          | 17         | 1                | 1                | 1                | 0                | 0                | 1                | 1                | 0                | 0                | 1                | 7                | 18               | 8                | 4                | 6                | 39     | 65     | 29     | 12     | 24     |
| E. Fırıncıoğlu | 8          | 23         | 19         | 0          | 4          | 0                | 0                | 0                | 0                | 0                | 0                | 0                | 0                | 0                | 0                | 1                | 2                | 1                | 1                | 0                | 9      | 25     | 20     | 1      | 4      |
| A. Gedik       | 6          | 8          | 6          | 2          | 0          | 0                | 0                | 0                | 0                | 0                | 0                | 0                | 0                | 0                | 0                | 2                | 1                | 1                | 0                | 0                | 8      | 9      | 7      | 2      | 0      |
| F. Güneş       | 22         | 126        | 67         | 53         | 6          | 1                | 7                | 5                | 1                | 1                | 1                | 9                | 6                | 1                | 2                | 3                | 19               | 12               | 6                | 1                | 27     | 161    | 90     | 61     | 10     |
| O. Juantorena  | 14         | 141        | 124        | 11         | 7          | 1                | 17               | 14               | 2                | 1                | -                | -                | -                | -                | -                | 1                | 18               | 16               | 1                | 1                | 16     | 176    | 154    | 14     | 9      |
| H. Şahin       | 5          | 5          | 1          | 4          | 0          | 0                | 0                | 0                | 0                | 0                | -                | -                | -                | -                | -                | 0                | 0                | 0                | 0                | 0                | 5      | 5      | 1      | 4      | 0      |
| W. ter Maat    | 32         | 584        | 497        | 50         | 37         | 2                | 49               | 42               | 5                | 2                | 1                | 19               | 16               | 1                | 2                | 7                | 143              | 127              | 5                | 11               | 42     | 795    | 682    | 61     | 52     |
| M. Tokgöz      | 8          | 0          | 0          | 0          | 0          | 0                | 0                | 0                | 0                | 0                | 0                | 0                | 0                | 0                | 0                | 4                | 0                | 0                | 0                | 0                | 12     | 0      | 0      | 0      | 0      |
| B. Tosun       | 26         | 86         | 45         | 22         | 19         | 2                | 11               | 7                | 3                | 1                | 0                | 0                | 0                | 0                | 0                | 7                | 23               | 14               | 7                | 2                | 35     | 120    | 66     | 32     | 22     |
| B. Tuinstra    | 27         | 242        | 193        | 19         | 30         | 1                | 22               | 15               | 3                | 4                | 1                | 6                | 5                | 0                | 1                | 6                | 60               | 50               | 6                | 4                | 35     | 330    | 263    | 28     | 39     |
| O. Yatgın      | 31         | 31         | 9          | 17         | 5          | 2                | 2                | 2                | 0                | 0                | 0                | 0                | 0                | 0                | 0                | 5                | 0                | 0                | 0                | 0                | 38     | 33     | 11     | 17     | 5      |
| H. Yücel       | 23         | 65         | 56         | 5          | 4          | 1                | 18               | 18               | 0                | 0                | 1                | 0                | 0                | 0                | 0                | 4                | 13               | 9                | 2                | 2                | 29     | 96     | 83     | 7      | 6      |

P = presenze; PT = punti totali; AV = attacchi vincenti; MV = muri vincenti; BV = battute vincenti